# 10 marzo
Il 10 marzo è il 69º giorno del calendario gregoriano (il 70º negli anni bisestili). Mancano 296 giorni alla fine dell'anno.

## Eventi
- 241 a.C. – Nella battaglia delle Isole Egadi, la flotta romana distrugge quella cartaginese, ponendo fine alla prima guerra punica
- 1208 - Con un'infiammata bolla papale, Innocenzo III chiama a raccolta la cristianità per intraprendere la Crociata contro gli albigesi (1209-1229)
- 1302 – Dante Alighieri viene esiliato da Firenze
- 1496 – Cristoforo Colombo lascia Hispaniola e approda in Spagna, terminando la sua seconda visita nell'emisfero occidentale
- 1629 – Carlo I d'Inghilterra scioglie il parlamento dando inizio alla Tirannia degli Undici anni
- 1661 – Il giorno dopo la morte del Cardinal Mazzarino, Luigi XIV prende il potere in Francia
- 1799 – Assedio di Modugno: un contingente di sanfedisti attacca la città di Modugno, della Repubblica Napoletana, ma viene respinto
- 1821 – Ad Alessandria scoppiano i moti piemontesi: nella cittadella militare viene issato per la prima volta il Tricolore
- 1831 – Re Luigi Filippo di Francia fonda la Legione straniera francese allo scopo di utilizzare volontari stranieri nell'esercito francese, malgrado il divieto successivo alla Rivoluzione di luglio
- 1848 – Il Trattato di Guadalupe Hidalgo viene ratificato dagli Stati Uniti d'America, ponendo fine alla guerra messico-statunitense
- 1864 – Guerra di secessione americana: la Campagna del Red River inizia con le truppe unioniste che raggiungono Alexandria (Louisiana)
- 1867 – Italia: si svolgono le elezioni politiche generali per l'XI legislatura
- 1876 – Alexander Graham Bell effettua con successo la prima chiamata telefonica
- 1880 – Membri dell'Esercito della Salvezza sbarcano negli USA e iniziano la loro attività
- 1891 – Almon Strowger, un becchino di Topeka (Kansas), brevetta il selettore Strowger, un meccanismo che porterà all'automazione delle linee telefoniche
- 1893 – La Costa d'Avorio diventa una colonia francese
- 1902
  - Guerra boera: i boeri sudafricani vincono la loro ultima battaglia contro le truppe britanniche, con la cattura di un generale britannico e di 200 dei suoi uomini
  - Una corte d'appello statunitense sentenzia che Thomas Edison non ha inventato per primo la cinepresa
- 1906 – Viene aperta a Londra la stazione della metropolitana di Piccadilly Circus
- 1933 – Un terremoto a Long Beach (California) provoca 120 vittime
- 1945 – Seconda guerra mondiale: Operazione Meetinghouse, il più duro bombardamento statunitense su Tokyo provoca la distruzione di 267000 edifici, pari al 25% della città, uccidendo più di 100000 persone
- 1948
  - A Corleone la mafia rapisce e uccide il sindacalista Placido Rizzotto per il suo impegno a favore del movimento contadino
  - Viene assassinato il ministro degli esteri cecoslovacco Jan Masaryk
- 1951 – Henri Queuille diventa primo ministro di Francia
- 1952 – Fulgencio Batista esegue un colpo di Stato a Cuba
- 1959 - La resistenza tibetana mette in atto una grande sollevazione popolare repressa dal governo cinese, e Tenzin Gyatso, XIV Dalai Lama, fugge dal Tibet alla volta dell'India; la Cina, dopo la rivolta nel Tibet, scioglierà il governo tibetano insediando il Panchen Lama
- 1964 - Simon & Garfunkel registrano The Sound of Silence, che diventerà una delle loro canzoni più famose
- 1966 – La regina Beatrice dei Paesi Bassi sposa Claus van Amsberg, causando proteste popolari
- 1969 – A Memphis (Tennessee), James Earl Ray si dichiara colpevole dell'assassinio di Martin Luther King; in seguito ritirerà la sua dichiarazione
- 1973 – Viene pubblicato l'album The Dark Side of the Moon dei Pink Floyd
- 1975
  - A Milano nasce Radio Milano International, la prima radio libera italiana
  - Guerra del Vietnam: truppe nordvietnamite attaccano Buôn Ma Thuột, nel Vietnam del Sud, sulla loro strada verso la cattura di Saigon
- 1977 – L'astronomo James Elliot comunica la scoperta degli anelli di Urano
- 1979 La canzone I Will Survive di Gloria Gaynor raggiunge la posizione numero 1 della classifica Billboard Hot 100[1]
- 1982
  - Gli USA pongono un embargo sull'importazione di petrolio della Libia a causa del supporto di quest'ultima ai gruppi terroristici
  - Tutti e nove i pianeti del Sistema solare si allineano sullo stesso lato del Sole
- 1987 – La Santa Sede condanna la pratica della surrogazione di maternità e l'inseminazione artificiale (la comunicazione della Congregazione per la dottrina della fede è datata 22 febbraio 1987, la comunicazione pubblica avviene il 10 marzo)
- 1990 – Ad Haiti, Prosper Avril viene estromesso dal governo locale 18 mesi dopo aver preso il potere con un colpo di Stato
- 1994 – In Germania viene abrogato il Paragrafo 175 (noto come §175 StGB) del codice penale che dal 15 maggio 1871 sanzionava penalmente i rapporti sessuali di tipo omosessuale fra maschi
- 1996 – In seguito a una votazione popolare, il romancio (divenuto lingua nazionale nel 1938) viene riconosciuto come lingua ufficiale «nei rapporti con le persone di lingua romancia» all'interno della Confederazione svizzera
- 2005 – Micheal Jackson si presenta in pigiama e con forte ritardo a un'udienza del processo per molestie sessuali a un minorenne[2]
- 2006
  - A seguito dell'indagine della magistratura sulla presunta attività di spionaggio politico ai danni di Alessandra Mussolini e Piero Marrazzo, si dimette il Ministro della Sanità italiana Francesco Storace
  - Si aprono a Torino i IX Giochi paralimpici invernali
  - Il Mars Reconnaissance Orbiter si inserisce nell'orbita di Marte
- 2017 – La Corte costituzionale della Corea del Sud vota all'unanimità la definitiva cessazione del mandato presidenziale di Park Geun-hye
- 2019 – Il Volo Ethiopian Airlines 302 partito da Addis Abeba si schianta al suolo pochi minuti dopo la partenza, causando 157 vittime
- 2023 - Fallimento della Silicon Valley Bank

## Nati
Ci sono circa 1 260 voci su persone nate il 10 marzo; vedi la pagina Nati il 10 marzo per un elenco descrittivo o la categoria Nati il 10 marzo per un indice alfabetico.

## Morti
Ci sono circa 550 voci su persone morte il 10 marzo; vedi la pagina Morti il 10 marzo per un elenco descrittivo o la categoria Morti il 10 marzo per un indice alfabetico.

## Feste e ricorrenze

### Civili
- Canberra Day, festeggiato nel Territorio della Capitale Australiana

### Religiose
Cristianesimo:
- Sant'Attala, abate
- San Blancardo, vescovo
- Santi Caio e Alessandro, martiri ad Apamea
- San Drottoveo di Parigi, abate
- San John Ogilvie, martire
- Sant'Imelino di Vissenaeken
- San Macario di Gerusalemme, vescovo
- Santa Maria Eugenia Milleret de Brou (Maria Eugenia di Gesù), fondatrice delle Religiose dell'Assunzione
- San Simplicio, papa
- San Vittore, martire in Africa
- Beato Marie-Jean-Joseph Lataste, fondatore delle Suore domenicane di Betania
- Beato Matteo Nieves (Elia del Soccorso), sacerdote agostiniano, martire
- Beato Giovanni dalle Celle, abate

### Altro
Videogiochi:
- Giornata celebrativa di Mario, casa Nintendo[3]